# Рихтер, Андрей Александрович
Андре́й Алекса́ндрович Ри́хтер (1871—1947) — российский и советский учёный-физиолог; создатель кафедры анатомии и физиологии растений (1917), декан агрономического и физико-математического факультетов, ректор Пермского университета (1921—1923); член-корреспондент (1929), академик (1932) Академии наук СССР, академик ВАСХНИЛ (1935). Надворный советник (1912).

## Биография
Родился 3 (15) августа 1871 года в имении отца, в селе Куровском Перемышльского уезда Калужской губернии. Родители — надворный советник Александер Фридрих (Александр Александрович) фон Рихтер, впоследствии тайный советник, директор департамента окладных сборов, член совета министра финансов, и Мария-Берта фон Рихтер, урождённая Марпург.
В 1889 году окончил с золотой медалью 1-ю классическую гимназию в Санкт-Петербурге и поступил на физико-математический факультет Санкт-Петербургского университета по отделению естественных наук. В 1893 году окончил университет. После окончания университета по предложению попечителя Санкт-Петербургского учебного округа Андрей Александрович был оставлен при университете «для приготовления к профессорскому званию по кафедре ботаники на два года».
С 1895 года — хранитель ботанического кабинета Петербургского университета, эта должность была утверждена за ним Высочайшим приказом от 4 мая того же года. С этого же времени Высочайшим приказом по гражданскому ведомству от 16 февраля 1896 года Андрей Александрович утверждён в чине коллежского секретаря, ассистент на Высших женских курсах.
Высочайшим приказом по Министерству народного просвещения от 18 октября 1898 года произведён в чин титулярного советника, а аналогичным приказом от 21 сентября 1901 года он произведён в чин коллежского асессора.
С 1903 года допущен к чтению в Санкт-Петербургском университете лекций специального курса физиологии низших растений с зачислением в состав приват-доцентов университета с 1 марта 1903 года после сдачи магистерских экзаменов и прочтения пробной лекции. Приват-доцент Петербургского университета по кафедре физиологии растений (1903—1917).
В 1905 году за выслугу лет произведён в надворные советники.
С 1917 года — профессор Пермского университета, где организовал кафедру анатомии и физиологии растений.
31 мая 1918 года избран деканом физико-математического факультета Пермского университета, переняв эту должность у Н. В. Култашева, избранного тогда ректором. Этот пост с 1 октября 1919 года затем занял А. С. Безикович в связи с эвакуацией А. А. Рихтера в Томск.
18 апреля 1920 года избран и. о. декана агрономического (сельскохозяйственного) факультета Пермского университета; А. А. Рихтер является одним из его организаторов (ещё в мае 1918 года он был делегирован в Москву в качестве председателя исполнительной комиссии по открытию сельскохозяйственного факультета в Пермском университете). Позднее факультет преобразован в самостоятельный сельскохозяйственный институт. В 1921 году на этом посту его сменил А. Г. Генкель.
С 30 июня 1921 года — сначала и. о., а затем, с 9 августа 1921 года — вновь декан физико-математического факультета (эту должность принял от Д. М. Федотова, на тот момент — и. о. ректора).
13 сентября 1921 года избран ректором Пермского университета; в этой должности пробыл до 20 февраля 1923 года.
Провёл исследования по физиологии и биохимии ряда микроорганизмов и осмотическим свойствам и проницаемости корневых волосков растений.
А. А. Рихтер сыграл важную роль в становлении высшего биологического образования, а также в организации биологических и медико-биологических исследований в Пермском университете.
В 1924 году создал и возглавил кафедру анатомии и физиологии растений Саратовского государственного университета.
В 1929 году избран членом-корреспондентом Академии наук СССР.
В 1931 году приглашён заведовать кафедрой анатомии и физиологии растений в Московском университете, одновременно заведующий лабораторией биохимии и физиологии растений Академии наук в Ленинграде.
18 апреля 1931 при ликвидации факультетско-кафедральной структуры МГУ биологический факультет разделён на два отделения зоологическое и ботаническое. Ботаническое отделение МГУ возглавил Рихтер. 1 мая 1933 биологический факультет восстановлен, ботаническое отделение стало его отделом. 
В 1932 году был избран действительным членом Академии наук и директором лаборатории биохимии и физиологии растений Академии наук.
С 1933 года — редактор журнала «Доклады Академии наук СССР» (серия биологическая, ботанический раздел).
В 1934 году организовал Институт физиологии растений имени К. А. Тимирязева РАН, который возглавлял до 1938 года.
В 1935 году избран действительным членом Всесоюзной академии сельскохозяйственных наук имени Ленина.
Весной 1938 года газета «Правда» начала кампанию против Академии наук СССР, стремясь полностью подчинить её государственному и партийному контролю под лозунгом служения интересам «социалистического строительства». Рихтер, выступая против лженауки Лысенко, оказался одной из мишеней этой кампании. 26 июля 1938 года в «Правде» было опубликовано письмо в редакцию группы сотрудников Института физиологии растений под названием «Лженаучные методы академика Рихтера». Это письмо послужило отправным пунктом для начала расправы. Письмо подписали восемь человек. Все они были приняты в институт Рихтером, многие зачислены в докторантуру, а перед этим защитили кандидатские диссертации.
После появления письма в «Правде» Президиум Академии наук образовал комиссию по обследованию Института физиологии растений, которую возглавил академик Прянишников. Комиссия постановила, что «необходимым условием оздоровления Института физиологии растений и обеспечения дальнейшей нормальной работы и роста является смена директора Института». 11 августа 1938 года Президиум АН СССР заслушал отчёт академика Рихтера о работе Института и доклад председателя комиссии Прянишникова. Последний сделал заявление, дезавуирующее выводы комиссии (особое мнение, приложенное к протоколу): «Я подписал этот документ по обязанности председателя комиссии, но как человек я не присоединяюсь к изложенному в заключении. С моей точки зрения, единственным недостатком в работе акад. А. А. Рихтера на посту директора института следует считать невнимательный подбор сотрудников, которые, использовав не по назначению доверие А. А. Рихтера, создали в институте сложную обстановку». Президиум принял постановление, в котором утвердил заключение и выводы комиссии, а также принял решение «за лженаучные направления, за создание в Институте обстановки зажима критики и самокритики, а также в целях оздоровления и обеспечения нормальной работы института — снять акад. Рихтера с поста директора Института физиологии растений им. К. А. Тимирязева».
В 1939—1947 годах — директор лаборатории фотосинтеза Академии наук СССР. В 1939 году по решению Президиума АН для академика Рихтера была организована лаборатория фотосинтеза непосредственно при Отделении биологических наук Академии наук СССР; сюда он перенёс ранее начатые по этой проблеме исследования. Здесь он работал до конца своей жизни. Позднее эта лаборатория влилась в Институт физиологии растений, где объединённой лаборатории фотосинтеза было присвоено имя Андрея Рихтера. Лабораторией с самого начала практически стал руководить его ученик профессор Анатолий Ничипорович, приглашённый Рихтером летом 1939 года.
В связи с отходом от активной исследовательской деятельности Рихтер всё более занимался работой на посту редактора «Докладов Академии наук СССР» (серия биологическая, ботанический раздел), который он занимал с 1933 года.
2 сентября 1946 года указом Президиума Верховного Совета СССР он был награждён орденом Ленина «за выдающиеся заслуги в области физиологии растений и подготовки кадров советских физиологов растений, в связи с исполняющимся 75-летием со дня рождения».
В октябре 1946 года Рихтер принял участие в работе всесоюзной конференции по фотосинтезу, организованной Институтом физиологии растений. Одним из важных решений конференции было создание постоянной комиссии по фотосинтезу при отделении биологических наук АН СССР для координации работ в различных научных подразделениях академии. В состав комиссии был включён и Рихтер как руководитель специальной лаборатории по фотосинтезу при Президиуме АН СССР.
В начале 1946 года вышли из печати неиздававшиеся на протяжении 40 лет труды Михаила Цвета о химии хлорофилла и открытом им хроматографическом адсорбционном анализе, отредактированные и подготовленные к изданию Рихтером вместе с Т. А. Красносельской.
В середине марта 1947 года Андрей Рихтер простудился и заболел воспалением лёгких в тяжёлой форме. Скончался в Москве 2 апреля 1947 года, похоронен на Новодевичьем кладбище в Москве 4 апреля.
Рихтер работал в различных областях физиологии растений. Занимаясь изучением фотосинтеза, дал экспериментальное подтверждение теории хроматической адаптации, показав, что красные водоросли лучше используют дополнительные к их окраске зелёные и синие лучи; усовершенствовал прибор для точного анализа малых объёмов газа (прибор Половцова — Рихтера), который получил широкое применение в физиологических лабораториях.
В речи у гроба Андрея Рихтера президент Академии наук СССР Сергей Вавилов, говоря о многолетней совместной работе, охарактеризовал покойного как «Рыцаря науки».

## Труды
- Исследования над холодостойкостью растений, «Журнал опытной агрономии Юго-Востока», 1927, т. 4, вып. 2;
- К практике воздушного удобрения углекислотой, «Доклады АН СССР», 1938, т. 18, № 1 (совм. с О. К. Элпидиной);
- Поглотитель углекислоты для тока атмосферного воздуха, там же, 1936, т. 11, № 7;
- Критические заметки к теории брожения (к вопросу о так называемом питании дрожжей сахаром без брожения), «Журнал опытной агрономии», 1903, кн. 3.

## Награды
- орден Святого Станислава 3-й степени (1904)
- орден Ленина (02.09.1946)
- орден Трудового Красного Знамени (10.06.1945)
- медаль «За доблестный труд в Великой Отечественной войне 1941-1945 гг.»

## Семья
Был женат трижды:
1. с 12.04.1898 — Наталья Павловна Ржевская (приёмная дочь П. Ф. и В. Ф. Ржевских); развелись 15.11.1908. Их дети: Наталья (20.1.1899 — 1969), Александр (1904—1981), Нина (15.08.1905 — 1982).
2. с 23.11.1911 — Вера Андреевна Власенко, врач-микробиолог. Их сын Андрей Андреевич Рихтер.
3. с 1938 — Татьяна Абрамовна Красносельская, физиолог растений.